# قمهان

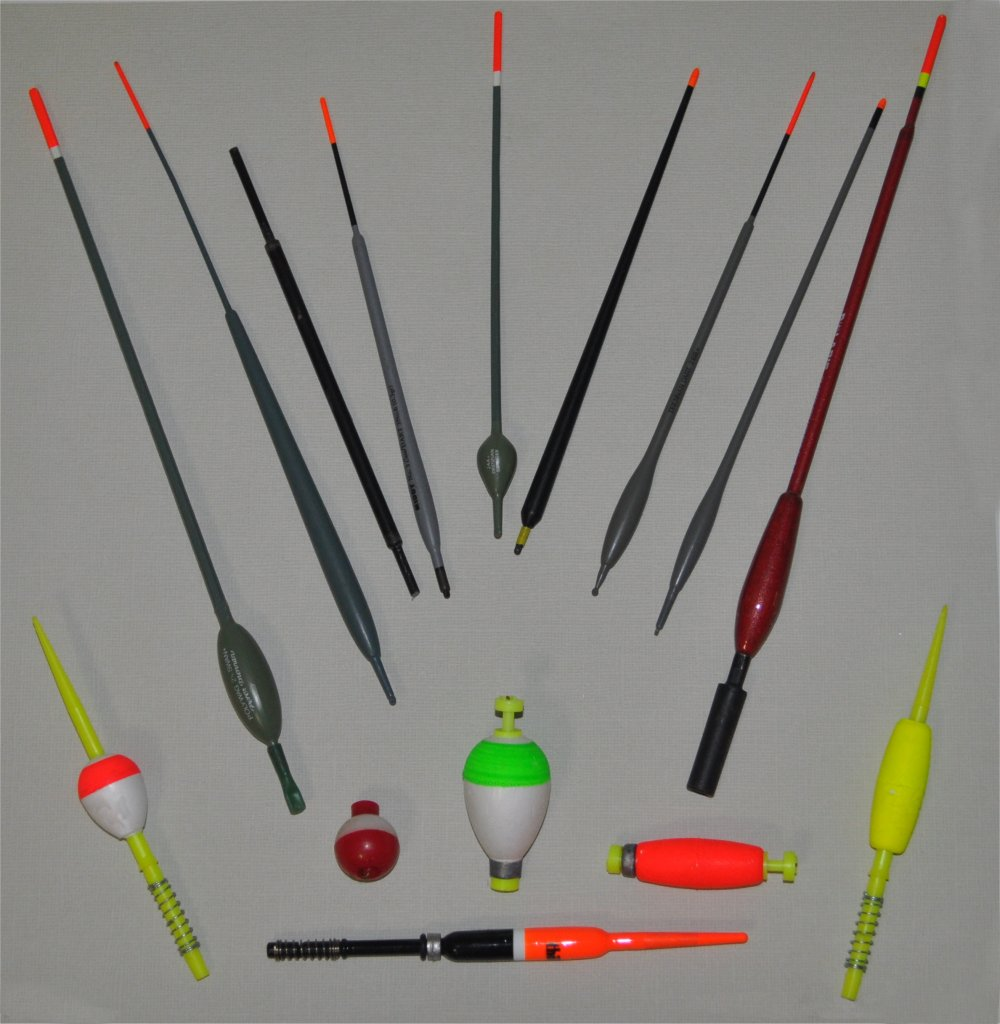
أشكال مختلفة من الأقماه.

القَمَهَان (الجمع: أَقْمَاه) هو عنصر من صنارة صيد السمك، ويخذ شكلًا بيضويًا أو كرويًا متطاولًا، ويكون مصنوعًا في الغالب من اللدائن أو الفلِّين.